# Aphanistes variicolor
Aphanistes variicolor är en stekelart som först beskrevs av Morley 1913.  Aphanistes variicolor ingår i släktet Aphanistes och familjen brokparasitsteklar. Inga underarter finns listade i Catalogue of Life.